# أمريكا (فلم)
أمريكا هو فيلم دراما مستقل، إنتاج أمريكى كندى كويتى مشترك، من كتابة وإخراج الأمريكية من أصل فلسطينى شيرين دعيبس، وبطولة نسرين فاعور وهيام عباس ويوسف أبووردة. يحكي الفلم قصة عائلة فلسطينية وما تواجهه من صعوبات الحياة في فلسطين وبعد انتقالها إلى أمريكا.
افتتح الفلم في مهرجان صاندانس السينمائي عام 2009 ، وعرض في مهرجان كان السينمائي. أشاد النقاد بالمستوى الفني للفيلم وحصل على عدة جوائز.

## القصة
وسط يوميات من الطحن المعنوي الاجتماعي والأمني في رام الله ونقاط التفتيش وظلال فشل الزواج،
تقرر منى فرح (نسرين فاعور) أن تسعى من أجل تغيير حياتها. يحدث التغيير عندما تتلقى رسالة في البريد، وتكتشف أنها حصلت على البطاقة الخضراء. ينتابها حزن على ترك المكان وفي نفس الوقت «طاقة فرج» لمستقبل جديد
وآمن لها وابنها فادي «ملكار معلم» تتنازل عن وظيفتها في البنك وتعتزم الرحيل وابنها لأمريكا حيث تعيش شقيقتها رغدة (هيام عباس) وزوجها نبيل «يوسف أبو وردة»، لكن حلمها من أجل حياة أفضل،
يكون مرهونا بصعوبات وتحديات تعيق من تحقيقه، وتكلفها تنازلات على المستوى الشخصي والعائلي، والمجتمعي العام.

## طاقم التمثيل
- هيام عباس بدور رغدة حلبي وهي اخت منى، امرأة حزينه لما وصلت إليه حال وطنها، حتى بعد أن عاشت 15 سنة في الغرب ما زالت تحن لوطنها.
- نسرين فاعور بدور منى فرح أم وأخت، تحارب في ايجاد بيئة سالمه لابنها الوحيد سواء في أمريكا أو فلسطين، شخصيتها تلقائية ومرحه ومع هذا تستطيع أن تشعر بألمها وحزنها.
- عليا شوكت  بدور سلمى، فتاة مراهقة وكأي مراهقه فهي متمردة على كل ما حولها.
- ملكار معلم  بدور فادي ابن منى وهو طفل كان عائش في فلسطين

## الاستقبال
تلقى الفيلم نصيبا جيدا من المراجعات الإيجابية، ففي 7 يونيو 2013 وصل تقييم الفيلم في موقع روتن توميتوز إلى 87%. الناقد الإمريكي روجر إيبرت قيم الفيلم ثلاث ونصف من أربعة، وكتب «عمل شيرين دعبس الأول، مضحك ويثلج الصدر». أمير العمري في بي بي سي عربي وصف الفيلم قائلا: «متعة للعين وللأذن، وتجربة تتمتع بالجدية والإتقان الحرفي إلى جانب الوضوح الفكري».

## الجوائز والترشيحات
حصل فيلم أمريكا على 4 جوائز بالإضافة إلى ترشيحات عديدة.

### الجوائز
- جائزة مهرجان القاهرة السينمائي الدولي 2010 (جائزتين):
  - فئة أفضل فيلم عربي.
  - أفضل سيناريو عربي [6]
- جائزة أفضل فيلم في مهرجان كان السينمائي لفئة جائزة الفبيريسي وتعني

جوائز النقاد التي تمنحها لجنة من النقاد تمثل الاتحاد الدولي للصحافة السينمائية
- مهرجان دبي السينمائي الدولي لفئة أفضل ممثلة حصلت عليها نسرين فاعور.[7]
- المجلس الوطني للمراجعة - أفضل فيلم مستقل.

### الترشيحات
- جائزة Chlotrudis Awards لفئة أفضل ممثلة.
- جائزة غوثام لفئة أفضل فيلم [8]
- جائزة مهرجان صندانس السينمائي لفئة الدراما.
- جائزة Stockholm Film Festival
- جوائز الروح المستقلة بثلاث ترشيحات:
  - أفضل ممثلة رئيسية - نسرين فاعور.
  - أفضل فلم
  - أفضل نص سينمائي.[9]
- جوائز الجمعية الوطنية للنهوض بالملونين في فئة أفضل فيلم مستقل.[9]

## وصلات خارجية
- الموقع الرسمي
- مقالات تستعمل روابط فنية بلا صلة مع ويكي بيانات